# Тектонски покрети
Тектонски покрети (грч. τέκτων - градити) су покрети у унутрашњости Земље који настају као продукт сукоба између унутрашњих сила Земље (Земљине теже) и Земљине топлоте.
Деле се на:
- епирогене
- орогене

## Епирогени покрети
Епирогени покрети су вертикални покрети који се одигравају у великим временским размацима, обухватајући читаве геолошке периоде. Због тога се означавају и као вековна, секуларна колебања. Они се веома споро одигравају за човеков животни век а њима се битно не мења основна структура слојева Земљине коре. Човек постаје свестан постојања ових кретања на основу регресија и трансгресија. 
Епирогени покрети изазивају настанак два облика у рељефу: угиба (великих улегнућа, удубљења, геосинклинала) и сводова (испупчења огромног распона у виду штита - геоантиклинале). Угиби су, заправо, басени мора и океана док су сводови континенти. Овај процес формирања облика у рељефу назива се епирогенеза (од грчких речи „epiros” - копно и „genesis” - настанак).
Континуитет епирогених покрета често се прекида: периоди кретања смењују се периодима мировања. Издизања и спуштања на истом терену међусобно се смењују. 
У оквиру епирогених покрета разликују се епирогени покрети спуштања и покрети издизања. Овим покретима захваћени су континентални блокови. Лаганим спуштањем континенталних блокова, вода океана или мора надолази, плави копно што се означава као трансгресија. Када се континентални блокови лагано издижу вода се повлачи што се означава као регресија. Као последица епирогених покрета јавља се померање обалских линија. Оваква померања обалских линија била су честа током геолошке историје Земљине коре. Захваљујући палеогеографима може се сазнати о распореду копна и мора у геолошкој прошлости као и о тадашњим физичко-географским условима. Палеогеографи својим реконструкцијама могу показати како се мењао макрорељеф Земљине површине током геолошке историје, односно како су се смењивале континенталне и маринске фазе током његове еволуције. 
Универзални епирогени покрети одигравају се и изазивају померања обалских линија на читавој Земљиној површини. За разлику од њих постоје и покрети који се јављају унутар континената али су мањих размера и захватају мања пространства. Они се издвајају као локални епирогени покрети. Изазивају бројне поремећаје у нормалним ерозивним процесима и морфолошке промене и денивелације у рељефу. 
Примери за трансгресију и регресију су црногорска и италијанска обала Јадрана, при чему се прва спушта, а друга издиже. Доказ за регресију и трансгресију су и кречњаци корала који се могу наћи на дубинама до 1000 m, као и на највишим планинама, а знамо да корали живе у топлим морима до дубине од 50 m.
Због тога што епирогени покрети захватају велику површину, што су лагани, не доводе до ремећења положаја слојева, трају изузетно дуго и веома су малог годишњег интензитета њихово утврђивање и регистровање веома је отежано. Много је лакше праћење интензитета и смера њиховог деловања на основу последица њиховог деловања. У том смислу, могуће је издвојити пет група метода за њихово утврђивање: геолошки метод, геоморфолошки метод, историјско-археолошки, геодетски и зоогеографски метод. 
Геолошки метод заснива се на проучавању дискорданције слојева. Дискорданција слојева представља ерозивну фазу која раздваја две фазе седиментације. Она се јавља као последица трансгресија и регресија изазваних универзалним епирогеним покретима. Геоморфолошки метод састоји се у проучавању морфолошких поремећаја облика у рељефу који настају као последица деловања епирогених покрета. За доказивање деловања епирогених покрета посебно су погодни ови ерозивни облици рељефа: флувијалне површи, речне долине и терасе, уздужни речни профили и абразионе терасе. Угибање и свођење елемената рељефа одражава облик и износ епирогеног колебања. Епирогени покрети утичу и на промену у интензитету ерозивних покрета. 
Историјско-археолошки метод заснива се на утврђивању положаја археолошких локалитета. Као пример веома младих епирогених покрета, који делују у историјско време, може послужити Сераписов храм код Напуља. Подигнут је 105 г. пре нове ере, а све до XII века у њему су се одржавали обреди, о чему постоје архивски подаци. Крајем XII века потопљен је под морем, а све до XVI века његови мермерни стубови били су, више од своје половине, под морем. Г. П. Горшков је 1954. године утврдио да су стубови храма у води до висине од 2,5 m. Почетком XXI века брзина тоњења копна износила је око 2 cm годишње. 
Геодетски метод се заснива на прецизном мерењу висине топографске површине, раније методом нивелмана, а данас ласерском техником. Након извесног времена мерење се понови по истим правцима и тачкама. На основу разлике између мерења утврђује се износ и смер неотектонских покрета. Зоогеографски метод заснива се на утврђивању простирања коралских колонија. Коралски спрудови стварају се у топлим тропским морима, под одређеним условима до највише 46 m дубине. Положај изумрлих коралских колонија на дубинама већим од оних потребним за њихов развој сигуран је доказ тоњења океанских басена.

## Орогени покрети
Орогени покрети су хоризонтални покрети, који настају под дејством бочних притисака. Доводе до настанака две групе тектонских јединица - руптурних (раседи, пукотине, прслине) и пликативних (набори).